# NGC 3443
NGC 3443 est une galaxie spirale située dans la constellation du Lion. NGC 3443 a été découverte par l'astronome américain Lewis Swift en 1887.

## Caractéristiques
La classe de luminosité de NGC 3443 est IV et elle présente une large raie HI.

### Distance
Sa vitesse par rapport au fond diffus cosmologique est de 1 468 ± 24 km/s, ce qui correspond à une distance de Hubble de 21,7 ± 1,6 Mpc (∼70,8 millions d'al).
À ce jour, une dizaine de mesures non basées sur le décalage vers le rouge (redshift) donnent une distance de 23,840 ± 2,846 Mpc (∼77,8 millions d'al), ce qui est à l'intérieur des valeurs de la distance de Hubble.

### Brillance de surface
En raison d'une brillance de surface égale à 14,58 mag/am2, on peut qualifier NGC 3443 de galaxie à faible brillance de surface (LSB en anglais pour low surface brightness). Les galaxies LSB sont des galaxies diffuses (D) avec une brillance de surface inférieure de moins d'une magnitude à celle du ciel nocturne ambiant.

## Groupe de NGC 3370
NGC 3443 fait partie du groupe de NGC 3370. Ce groupe comprend au moins 4 autres galaxies : NGC 3370, NGC 3454, NGC 3455 et UGC 5945.